# Protestas LGBT en los Juegos Olímpicos de Invierno de 2014
Durante el período previo a los Juegos Olímpicos de Invierno de 2014, surgieron protestas y campañas en torno a los derechos de las personas lesbianas, gays, bisexuales y transgénero (LGBT) en Rusia. Las preocupaciones por los atletas y simpatizantes LGBT durante los Juegos comenzaron en marzo de 2012, cuando un juez ruso bloqueó el establecimiento de una Casa del Orgullo en Sochi y dictaminó que la "propaganda de las relaciones sexuales no tradicionales socavaría la seguridad de la sociedad rusa", y que contradecía la moral pública y las políticas del país "en materia de maternidad familiar y protección a la infancia". La mayoría de las protestas, sin embargo, se centraron en la aprobación de una ley en junio de 2013 que prohibía la distribución de "propaganda de relaciones sexuales no tradicionales" entre menores. La ley de propaganda había sido caracterizada por los medios occidentales y otros críticos como una prohibición de la "propaganda gay", argumentando que era lo suficientemente amplia como para prohibir cualquier exhibición pública de símbolos LGBT y reprimir la cultura LGBT. También se consideró que la ley en sí había provocado un aumento de la violencia homofóbica y un aumento de las detenciones de manifestantes pro-LGBT.
Las implicancias de la ley en los Juegos Olímpicos de Invierno fueron una gran preocupación entre los atletas y los medios de comunicación occidentales, ya que la Carta Olímpica contiene un lenguaje que denuncia explícitamente todas las formas de discriminación. Se aprovechó la presión internacional temprana para obligar al Comité Olímpico Internacional (COI) a trasladar los Juegos Olímpicos a otro país, así como la presión sobre los patrocinadores olímpicos para que se pronunciaran por la igualdad LGBT. Al mismo tiempo, llamaron a boicotear y protestar los Juegos Olímpicos antes, durante y después de los juegos de varias organizaciones y grupos, y varios atletas olímpicos salieron del armario como una protesta simbólica en contra de la ley. Antes de los Juegos, se ejerció una presión similar sobre los principales patrocinadores olímpicos, y varios no patrocinadores también hicieron declaraciones públicas en apoyo de los derechos LGBT. Varios políticos nacionales se negaron a asistir a los Juegos, que algunos medios de comunicación occidentales atribuyeron como relacionados con la legislación, mientras que otros afirmaron que pocos líderes asisten normalmente a los Juegos de Invierno, ya que no es un evento "obligatorio".

## Cronología de protestas y eventos relacionados

### 2013

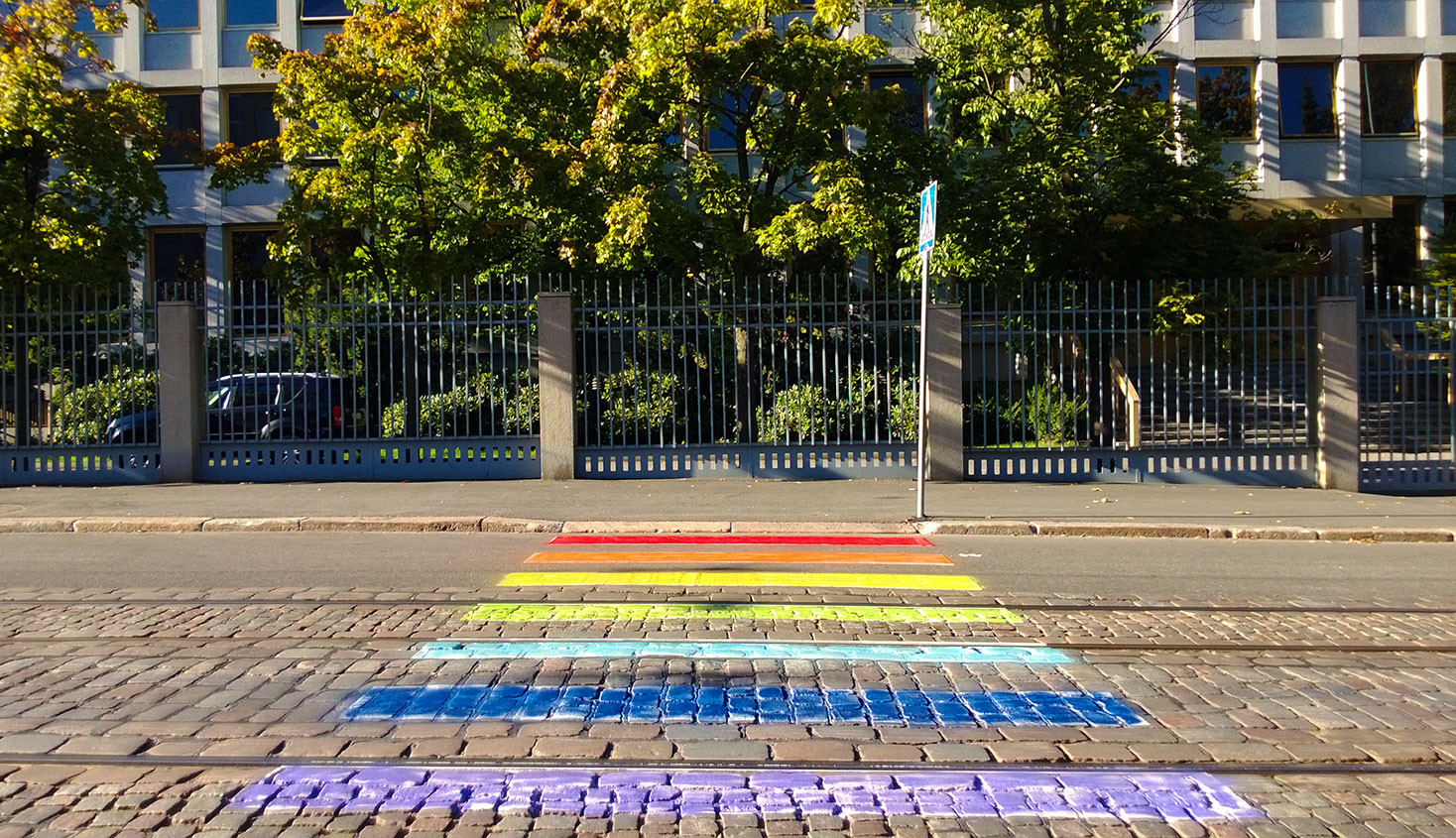
Activistas pintaron un paso de peatones frente a la embajada rusa en Helsinki con los colores del arcoíris como protesta.

- Junio: Rusia aprobó una ley con el apoyo casi unánime de los legisladores rusos y firmada por el presidente Vladímir Putin, que prohíbe la "propaganda de relaciones sexuales no tradicionales" e "impone multas por proporcionar información sobre la comunidad gay a menores".[7]
- 29 de junio: Docenas de activistas homosexuales fueron golpeados y arrestados en una manifestación por los derechos LGBT en San Petersburgo citando la nueva ley.[8][9]
- Julio: Se lanza una campaña multifacética para crear conciencia sobre la situación de los derechos de los homosexuales en Rusia y frenar las futuras candidaturas olímpicas de países que violan los derechos humanos.[7]
- 23 de julio: Los primeros arrestos de ciudadanos extranjeros bajo la prohibición contra la propaganda gay tuvieron lugar en Múrmansk, cuando cuatro ciudadanos holandeses, que asistían a un seminario de derechos humanos, también estaban filmando un documental sobre la vida gay en Rusia.[10][11]
- 14 de agosto: El corredor estadounidense Nick Symmonds se convirtió en "el primer atleta internacional en denunciar la ley de Rusia contra la 'propaganda gay' en el suelo del país".[12] Acababa de ganar la medalla de plata en la carrera de 800 m en Moscú, y dedicó la medalla a sus amigos gays y lesbianas y pidió la igualdad LGBT.[12]
- 26 de agosto: La snowboarder australiana Belle Brockhoff salió del armario, identificándose como lesbiana, para llamar la atención sobre la ley de propaganda LGBT de Rusia y para los atletas gays y lesbianas.[13]
- 29 de agosto: Human Rights Campaign envió cartas a los diez patrocinadores mundiales del Comité Olímpico Internacional (Dow Chemical, Coca-Cola, General Electric, McDonald's, Procter & Gamble, Panasonic, Samsung, Omega, Visa Inc. y Atos) para que tomaran medidas para detener la violencia contra las personas LGBT, incluida una posición pública clara e inequívoca en oposición a las leyes anti-LGBT, denunciar la violencia dirigida contra las personas LGBT y exigir responsabilidades, pedir al COI que obtenga compromisos por escrito para la seguridad de los atletas y asistentes LGBT, y rechazar futuras candidaturas olímpicas de países que prohíben el apoyo a la igualdad LGBT.[14]
- 5 de septiembre: La patinadora de velocidad olímpica canadiense Anastasia Bucsis se declaró lesbiana públicamente "en respuesta a las leyes anti-gay de Rusia".[15]
- 25 de septiembre: Dos activistas por los derechos de los homosexuales fueron detenidos por agentes de policía fuera de la oficina del Comité Organizador de Sochi en el centro de Moscú. Habían estado sosteniendo un cartel, "La homofobia es la desgracia de Rusia" durante una protesta.[7]
- 15 de diciembre: El presidente francés, François Hollande, primero besó a un ciudadano varón (abiertamente en contra de las leyes rusas) y luego se unió al presidente alemán, Joachim Gauck, y a la comisionada de la Unión Europea, Viviane Reding, para boicotear los Juegos Olímpicos de Sochi en protesta por la ley.[16]
- 20 de diciembre: La delegación oficial de Estados Unidos, en un anuncio sorpresa, no incluiría a ningún miembro de la familia del presidente Barack Obama, ni a un secretario de gabinete activo, por primera vez en al menos veinte años.[17] En cambio, la delegación estaría compuesta por atletas abiertamente homosexuales, "un claro golpe a las recientes leyes anti-gay de Rusia".[18]
- 29 de diciembre: El medallista de oro olímpico Brian Boitano se declaró gay públicamente; había sido nombrado como parte de la delegación olímpica estadounidense por el presidente Barack Obama. Las acciones fueron ampliamente vistas como una respuesta a las leyes contra los homosexuales promulgadas.[19]

### 2014 (previo a los Juegos)
- 10 de enero: El Departamento de Estado de los Estados Unidos emitió advertencias para los estadounidenses que viajaran a los Juegos Olímpicos. Específicamente para las personas LGBT, señaló que "Rusia cuenta con una ley que prohíbe la 'propaganda de relaciones sexuales no tradicionales' a menores. Dijo que las autoridades han sido vagas al definir 'propaganda' y que la ley se aplica a los extranjeros. Una condena por el cargo podría resultar en una multa, una pena de cárcel y la deportación".[20]
- 16 de enero: Se publica el "Calendario Ortodoxo" anual, que presenta dibujos de hombres desnudos, y algunas ganancias se utilizan para combatir las leyes anti-LGBT en Rusia. El calendario fue creado para criticar los puntos de vista homofóbicos en las comunidades ortodoxas orientales y la antigua Unión Soviética.[21]
- 17 de enero: El presidente ruso, Vladímir Putin, en una reunión con voluntarios olímpicos explicó que sus uniformes con los colores del arcoíris no se consideraban una violación de las iniciativas anti-LGBT del Kremlin porque "No tenemos una prohibición sobre las relaciones sexuales no tradicionales... Tenemos una prohibición de la propaganda de la homosexualidad y la pedofilia".[22] La bandera y los colores del arcoíris son un símbolo internacional para las comunidades LGBTQ. Confundir la homosexualidad con la pedofilia ha sido una práctica común en la oposición al movimiento por los derechos de los homosexuales. En su Informe de inteligencia de invierno de 2010, el Southern Poverty Law Center (SPLC) señaló que desde la década de 1980 ha habido esfuerzos organizados por "elementos de línea dura de la derecha religiosa que buscan formas de demonizar a las personas homosexuales o, como mínimo, encontrar argumentos que impedir su normalización en la sociedad”.[23] Estos grupos utilizan mitos contra los homosexuales para "formar la base de su afirmación de que la homosexualidad es un mal social que debe ser suprimido, una opinión rechazada por prácticamente todas las autoridades médicas y científicas relevantes".[23] El SPLC señala que estos mitos contra los homosexuales "casi con seguridad contribuyen a la violencia de los delitos de odio dirigidos a la comunidad LGBT, que es más blanco de este tipo de ataques que cualquier otro grupo minoritario en Estados Unidos".[23]
- 18 de enero: Un manifestante gay ruso, Pavel Lebedev, fue abordado y detenido por desplegar una bandera del arcoíris durante el relevo de la antorcha olímpica cuando pasaba por su ciudad natal de Vorónezh, 506 millas al norte de Sochi.[24]
- 23 de enero: McDonald's, patrocinador de los Juegos Olímpicos, lanzó una campaña en las redes sociales titulada "#CheerstoSochi" para ofrecer buenos deseos a los atletas olímpicos. El hashtag fue rápidamente secuestrado por activistas que lo usaron para publicar imágenes de protesta y mensajes de apoyo a Pavel Lebedev, quien fue abordado y detenido en su ciudad natal el 18 de enero por sostener una bandera del arcoíris mientras pasaba la antorcha olímpica.[25]
- 28 de enero: El patrocinador olímpico Coca-Cola se vio obligado a cerrar una función interactiva que permitía a los usuarios poner mensajes en las latas de Coca-Cola en apoyo a los atletas olímpicos. Los activistas LGBT se apropiaron de la campaña, "instando a la gente de todo el mundo a usar las latas para resaltar los mensajes sobre la brutalidad rusa contra los homosexuales".[26]
- 29 de enero:
  - El Jefe del Comité Organizador de Sochi, Dmitry Chernyshenko, expresó aclaraciones sobre los atletas que hicieron declaraciones políticas durante sus conferencias de prensa en los Juegos. Contradiciendo al presidente del COI, Thomas Bach, quien dijo que los atletas podían hacer declaraciones políticas durante sus entrevistas con los medios, Chernyshenko dijo que habría una zona de libre expresión disponible para hablar sobre política a diez millas de distancia de las sedes olímpicas.[27][28]
  - En una entrevista con la BBC, la secretaria de Cultura británica, Maria Miller, dijo que el gobierno del Reino Unido proporcionaría fondos adicionales para los defensores de los derechos de los homosexuales en Rusia, con ocasión de los Juegos Olímpicos.[28]
  - El grupo de supervisión de medios LGBT GLAAD (Alianza de Gays y Lesbianas contra la Difamación) lanzó una guía de recursos para periodistas que cubren los Juegos Olímpicos de 2014, así como el programa Global Voices, "compartiendo historias que cambian la cultura de personas y familias LGBT en países y medios internacionales".[29]
- 30 de enero: La Campaña Principio 6, "llamada así por la cláusula de la carta olímpica que supuestamente garantiza la no discriminación", se lanzó con más de 50 atletas olímpicos actuales y anteriores que protestaban contra las políticas anti-LGBT de Rusia. La campaña criticó a los funcionarios y patrocinadores de los Juegos por la falta de acción y pidió a las autoridades rusas que reconsideraran las leyes que llevaron a "una ola de ataques homofóbicos".[30]
- 31 de enero:
  - Se lanzó una nueva campaña llamada "Anything But Coke" ("Cualquier cosa menos Coca-Cola") en protesta por la "negativa de Coca-Cola a denunciar estos abusos contra los derechos humanos" con respecto a la represión de Rusia. Se programaron acciones para campus universitarios y de escuelas secundarias en los Estados Unidos.[31]
  - En Estocolmo (Suecia), 2000 personas se reunieron para producir un video como parte de la campaña "Live and Let Love", que muestra su apoyo a las personas LGBT rusas.[32]
  - Una carta abierta a los diez patrocinadores mundiales de los Juegos Olímpicos "instándolos a denunciar la ley y publicar anuncios que promuevan la igualdad para lesbianas, gays, bisexuales y personas transgénero" fue firmada por 40 grupos de derechos humanos y derechos de los homosexuales, incluida Amnistía Internacional, Human Rights Watch y Human Rights Campaign.[33]
- 1 de febrero: Activistas de varios grupos no gubernamentales protestaron en París formando el símbolo de los cinco anillos olímpicos con personas y grandes imágenes de violencia contra lesbianas y gays.[34]
- 2 de febrero: El nadador olímpico finlandés Ari-Pekka Liukkonen se declaró públicamente gay para "crear conciencia sobre las leyes anti-gay de Rusia antes de los Juegos de Sochi".[35] Liukkonen fue el primer atleta finlandés en salir del armario mientras aún estaba activo en su deporte. Compitió en los Juegos Olímpicos de Londres 2012 y ganó el bronce en el Campeonato de Europa.[36]
- 4 de febrero:
  - Una niña rusa de noveno grado de la región de Briansk fue castigada por violar la ley de propaganda gay después de anunciar abiertamente su "orientación sexual no tradicional". Fue el primer caso contra una menor rusa bajo la controvertida ley, y el incidente aparecerá en sus antecedentes penales.[37]
  - El Instituto Canadiense de Diversidad e Inclusión publicó un anuncio humorístico de servicio público con temática de luge de dos hombres en apoyo de los derechos LGBT, con el lema "Los Juegos siempre han sido un poco gay. Luchemos para mantenerlos de esa forma." Michael Bach, director del Instituto, afirmó que se pretendía hacer "un mensaje realmente fuerte sobre la necesidad de igualdad y el trato de las personas LGBT y sus aliados, particularmente en los Juegos Olímpicos".[38]
  - AT&T, patrocinador del Comité Olímpico de los Estados Unidos, se convirtió en la primera corporación importante de los Estados Unidos en condenar públicamente la ley de propaganda LGBT de Rusia y mostrar una postura pro-LGBT. Human Rights Campaign había pedido a las grandes corporaciones, incluidos los patrocinadores olímpicos de todo el mundo, que condenaran las leyes.[39]
  - El ministro de salud abiertamente homosexual de Noruega, Bent Høie, anunció que asistiría a los Juegos Paralímpicos de Invierno de 2014 con su esposo. Es común que los funcionarios del gabinete viajen con sus cónyuges.[40]
  - Svetlana Zhúrova, ex campeona olímpica y alcaldesa de la Villa Olímpica para el grupo de montaña, pidió que no haya protestas durante los Juegos y afirmó que "todos somos participantes de los Juegos y vamos a aplaudir a las personas heterosexuales y homosexuales como en los Juegos Olímpicos anteriores".[41] Recientemente había aparecido en la televisión rusa defendiendo la prohibición de la propaganda gay.[42]
  - El aliado LGBT, Chris Kluwe de la National Football League, alentó a los atletas olímpicos de Sochi a hablar sobre el "abuso contra las personas LGBTQ en Rusia", en declaraciones al periódico inglés The Guardian.[43]
- 6 de febrero:
  - Russia Freedom Fund, Athlete Ally y CoPilot se asociaron con Fair Games Project, produciendo un anuncio de servicio público en protesta por el trato que Rusia da a las personas LGBT y destacando abusos similares en otros países.[44]
  - Dos patrocinadores del USOC, la empresa de yogur Chobani y la Universidad DeVry, declararon públicamente su oposición a la ley de propaganda LGBT y su apoyo a los esfuerzos por la igualdad LGBT.[45] El director ejecutivo de Chobani declaró: "Nos oponemos a la ley anti-LGBT de Rusia", en una entrevista en CNBC.[46]

### 2014 (durante los Juegos)
- 4 de febrero: Varias ciudades importantes de Canadá, incluidas Calgary, Edmonton, Halifax, Quebec, San Juan de Terranova y Toronto, comenzaron a ondear banderas arcoíris en edificios gubernamentales en reconocimiento de los derechos de las personas LGBT en Rusia. Al final de los juegos, se han unido a la campaña al menos 33 ciudades y las legislaturas provinciales de ocho de las diez provincias de Canadá.[47][48]
- 6 de febrero: Google cambió el logotipo de su página principal por un Doodle de Google con los colores del arcoíris con pictogramas de deportes vinculados a una búsqueda de "Carta Olímpica", y también colocó una cita de la carta en la página.[49] El Doodle se caracterizó en los medios como una protesta simbólica, aunque Google se negó específicamente a reconocerlo.[50][51]
- 7 de febrero:
  - Justo antes de la ceremonia de apertura, cuatro activistas LGBT, incluidas Anastasia Smirnova, Aleksandra Semenova y una mujer embarazada, fueron arrestados en San Petersburgo por sostener una pancarta que decía "La discriminación es incompatible con el movimiento olímpico. Principio 6. Carta Olímpica".[52]
  - El presidente de los Estados Unidos, Barack Obama, confirmó en una entrevista con Bob Costas, de NBC Sports, que la inclusión de atletas homosexuales en la delegación olímpica de Estados Unidos fue para enviar un mensaje directo en respuesta a las leyes rusas, diciendo que "no hay duda de que queríamos dejar muy claro que no toleramos la discriminación en nada, incluida la discriminación basada en la orientación sexual. Una de las cosas maravillosas sobre los Juegos Olímpicos es que eres juzgado por tu mérito, lo bueno que eres sin importar de dónde vienes, cómo te ves, a quién amas y eso creo que es consistente con el espíritu de los Juegos Olímpicos".[53]
  - The Huffington Post señaló que la ceremonia de apertura, irónicamente dada la postura LGBT de Rusia y el movimiento de protesta asociado, contó con tributos a "algunos de los rusos más aclamados y definitivamente homosexuales de la historia", incluido el compositor Piotr Ilich Chaikovski (1840–1893); el humorista, dramaturgo y novelista ruso nacido en Ucrania Nikolái Gógol (1809–1852); el cineasta Serguéi Eisenstein (1898–1948); el bailarín de ballet Vaslav Nijinsky (1889-1950); y el mecenas de las artes y fundador de los Ballets Rusos, Serguéi Diáguilev. Los organizadores afirmaron que estos individuos fueron seleccionados por sus "méritos" y "contribuciones a la cultura rusa", negando cualquier relación con los derechos LGBT.[54][55] Sobre el mismo tema, los críticos también señalaron que el dúo de pop ruso t.A.T.u fue invitado a actuar durante la ceremonia de apertura. Aunque en realidad no son lesbianas, el dúo de mujeres era bien conocido por incorporar temas de lesbianismo en su música y personajes en el escenario (las apariciones en vivo a menudo mostraban a las cantantes besándose), su nombre es una corrupción de una frase rusa abreviada que significa "esta chica ama a esa chica", y el dúo hizo una declaración en apoyo de los derechos LGBT a raíz de la objeción de Yuri Luzhkov a la realización de la Marcha del Orgullo de Moscú de 2007.[56] Los organizadores señalaron que las integrantes de t.A.T.u fueron elegidas porque eran bien conocidas por una audiencia internacional, negando cualquier relación con el movimiento LGBT.[57]
  - Durante la ceremonia de apertura, el presidente del COI, Thomas Bach, pronunció un discurso en el que hizo fuertes declaraciones contra la discriminación,[58] señalando: "Sí, sí, es posible, incluso como competidores, vivir juntos bajo un mismo techo en armonía, con tolerancia y sin ningún tipo de discriminación por el motivo que sea".[59]
  - Cheryl Maas, una de las seis competidoras que salió del armario en los Juegos, hizo la primera muestra de "propaganda" LGBT en solidaridad con las personas LGBT rusas. Tras su intento de clasificarse en el evento de slopestyle en Sochi, Cheryl Maas, de los Países Bajos, que está abiertamente casada con otra mujer, levantó su guante con un arcoíris (y un unicornio) ante las cámaras. Según los informes, la snowboarder criticó previamente la decisión de celebrar los Juegos en Sochi y afirmó: "Con la elección de Rusia, el COI está dando un paso atrás en el tiempo".[60]
- 10 de febrero: En Outside the Lines de ESPN, Callan Chythlook-Sifsof, de 24 años, snowboarder olímpica,[61] dijo que quería salir del armario en Sochi para hacer una declaración sobre los derechos LGBT a la luz de la ley de Rusia, pero no logró la clasificación para formar parte del equipo olímpico estadounidense.[61]
- 13 de febrero: Un grupo de amigos de Ámsterdam (Países Bajos) lanzó "Putin Gay Dress Up",[62] un juego en línea para protestar contra las declaraciones de Putin sobre los derechos de los homosexuales. Los jugadores tenían que vestir al presidente ruso como un gay estereotipado, incluyendo ropa de mujer y una camiseta del grupo Pussy Riot.[63]